# Front Únic Antimonàrquic
El Front Únic Antimonàrquic va ser una candidatura republicana que es va presentar a les eleccions municipals del 12 d'abril de 1931. El seu ideari era el de la proclamació de la República i obrir un procés constituent. A Mallorca el constituïren l'Agrupació Socialista de Palma del Partit Socialista Obrer Espanyol, la Unió General de Treballadors de Balears i el Partit Republicà Federal de Mallorca. Poc després s'hi ajuntà el Partit Reformista. La seva presentació es va dur a terme a la Casa del Poble de Palma, el 22 de març, amb discursos d'Ignasi Ferretjans Sanjuan i Francesc Julià i Perelló. El 29 de març es va fer un míting al Teatre Balear de Palma, amb representació de quasi tots els pobles de Mallorca. Poc abans de les eleccions el Partit Comunista d'Espanya retirà la seva candidatura i li donà suport.
A les eleccions municipals del 12 d'abril el Front Únic Antimonàrquic aconseguí 80 regidors a les Balears (62 republicans, 23 socialistes i 4 independents). A Palma n'obtengué 9, cinc republicans i quatre socialistes. Però foren superats pels monàrquics a Palma i a quasi tots els municipìs, amb les excepcions d'Esporles i Montuïri. Però davant la victòria republicana a quasi totes les capitals de província, el rei fugí i el 14 d'abril de 1931 es proclamà la Segona República Espanyola. A 22 municipis de Mallorca s'impugnaren les eleccions, que es varen haver de repetir el maig el 1931. En aquesta ocasió els integrants del Front es presentaren amb el nom de Conjunció Republicano-Socialista.